# 慶壽堂
慶壽堂，是紫禁城宁寿宫后部东路一组建筑之总称，位于阅是楼以北。

## 历史
庆寿堂建于清朝乾隆三十七年（1772年），嘉庆七年（1802年）及光绪十七年（1891年）重修。
清朝光绪末年，慈禧太后居住在乐寿堂时，曾将庆寿堂作为醇亲王福晋、恭亲王之女、庆亲王之女等人进宫时的暂居之所。
1949年5月、6月，人民政府出资对庆寿堂进行了修缮，这是北平和平解放后对故宫进行的第一项修缮工程。如今，庆寿堂建筑保存完好。

## 建筑
庆寿堂由前后四进院落组成，形成平面呈长方形、南北长而东西窄的院落。庆寿堂院落东依宁寿宫宫墙，东北辟有随墙门，可通往北十三排。庆寿堂各院的正殿都是面阔五间，进深一间，前后出廊，明间前后开门，各正殿之间通过高出地面的甬道相连接。各院的东、西配殿都是面阔三间，进深一间，前后出廊。主要建筑都是水磨砖墙，室内以青砖墁地，外檐绘苏式彩画。屋顶交替采用黄色、绿色琉璃，若前院为绿琉璃瓦黄剪边，后院则为黄琉璃瓦绿剪边。
- 垂花门：庆寿堂的主入口是垂花门一座。[1]既是寻沿书屋所在的第一进院的院门，也是整个庆寿堂建筑群的主入口。[3]
- 寻沿书屋：是垂花门内第一进院的正殿，额题“寻沿书屋”。[1]乾隆三十七年（1772年）建。乾隆帝《御制寻沿书屋诗》首句为“寻绎黄[4]家语[5]，沿迴学海澜”，说明了该书屋命名的来源。寻沿书屋面阔五间，进深一间，前后出廊，绿琉璃瓦黄剪边卷棚硬山顶。明间安装有步步锦槅扇门，其他各间是槛墙支摘窗。寻沿书屋院内的正殿、配殿、垂花门之间采用抄手游廊连接。慈禧太后居住在乐寿堂时，光绪帝每天清晨请安、侍膳，通常先到寻沿书屋坐候。[3]
  - 东、西配殿：寻沿书屋前，有东、西配殿各三间，黄琉璃瓦卷棚硬山顶，明间开有门，为步步锦槅心。西配殿的明间后檐开门，接过道通往乐寿堂前院。[3]
- 庆寿堂：第二进院的正殿，面阔五间，进深一间，前后出廊，黄琉璃瓦绿剪边卷棚硬山顶，前后檐的明间开有步步锦槅扇门，其他各间是槛窗。[1]
  - 东、西配殿：位于庆寿堂前东、西两侧。面阔三间，进深一间，前后出廊。[1]
- 第三进院正殿：第三进院的格局与庆寿堂所在的第二进院基本相同。正殿面阔五间，进深一间，前后出廊，明间前后开门。[1]
  - 东、西配殿：位于正殿前东、西两侧。面阔三间，进深一间，前后出廊。[1]
- 第四进院正殿：第四进院的格局与庆寿堂所在的第二进院基本相同。正殿面阔五间，进深一间，前后出廊，明间前后开门。第四进院正殿西侧有一个小院，小院内有水井，小院北墙开有琉璃门，可通往景福宫。[1]
  - 东、西配殿：位于正殿前东、西两侧。面阔三间，进深一间，前后出廊。[1]